# Balta Albă, București
Balta Albă este un cartier situat în sectorul 3 al Bucureștiului.

Primele date istorice ale acestei zone datează din anii 1813-1814, de pe vremea domnitorului fanariot al Țării Românești, Ioan Gheorghe Caragea. În acea perioadă, Bucureștiul a fost cuprins de o epidemie de ciumă bubonică, ce a rămas în istorie cu denumirea de „Ciuma lui Caragea“, omorând peste 50 000 de oameni. Balta Albă era cartierul unde se afla o groapă de var unde erau duse și topite cadavrele ciumaților.  Din cauza ploilor, varul ieșea la suprafață, formând bălți albe.

## Clădiri rezidențiale

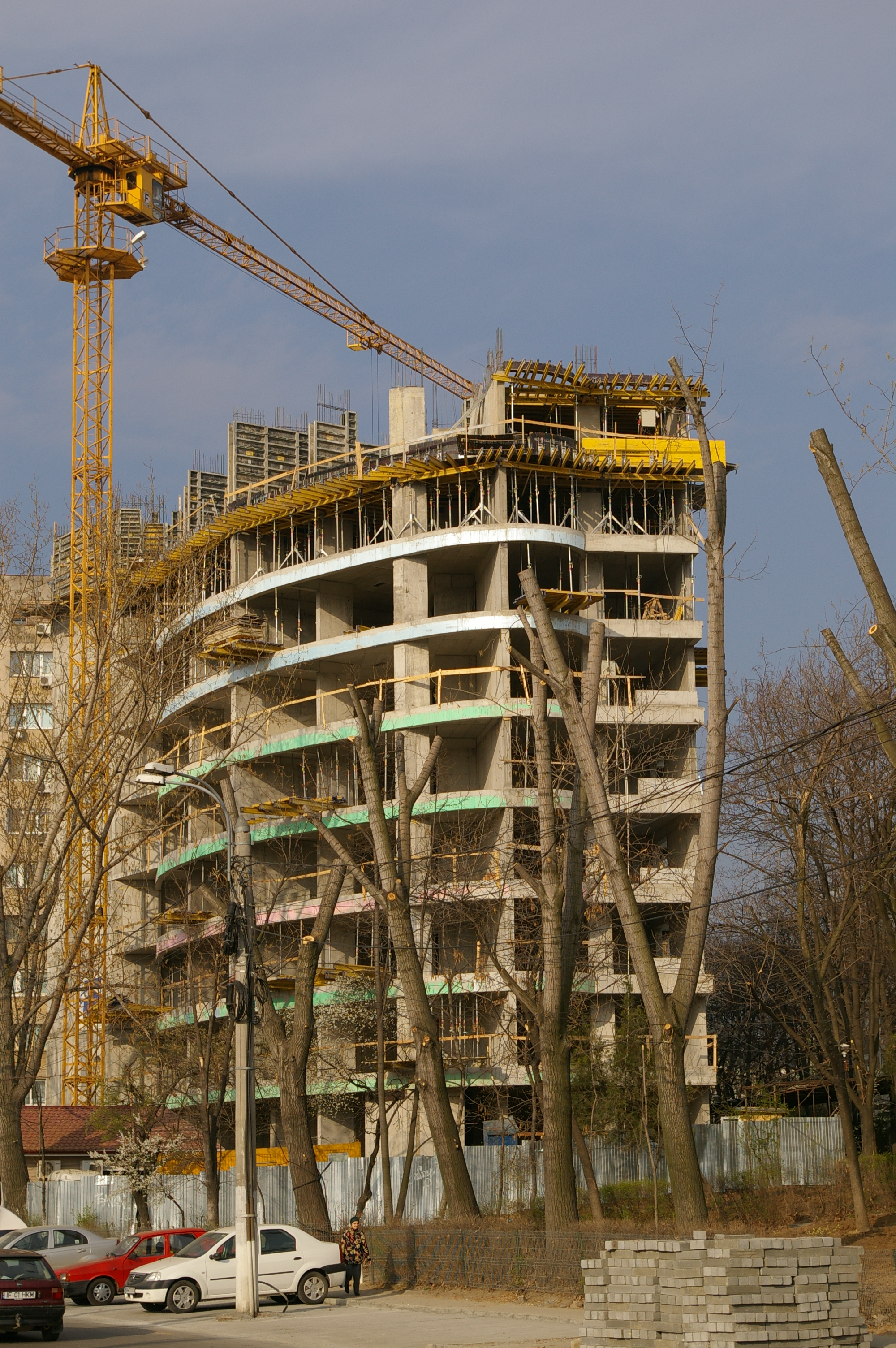
Evocasa Titanium în Martie, 2007
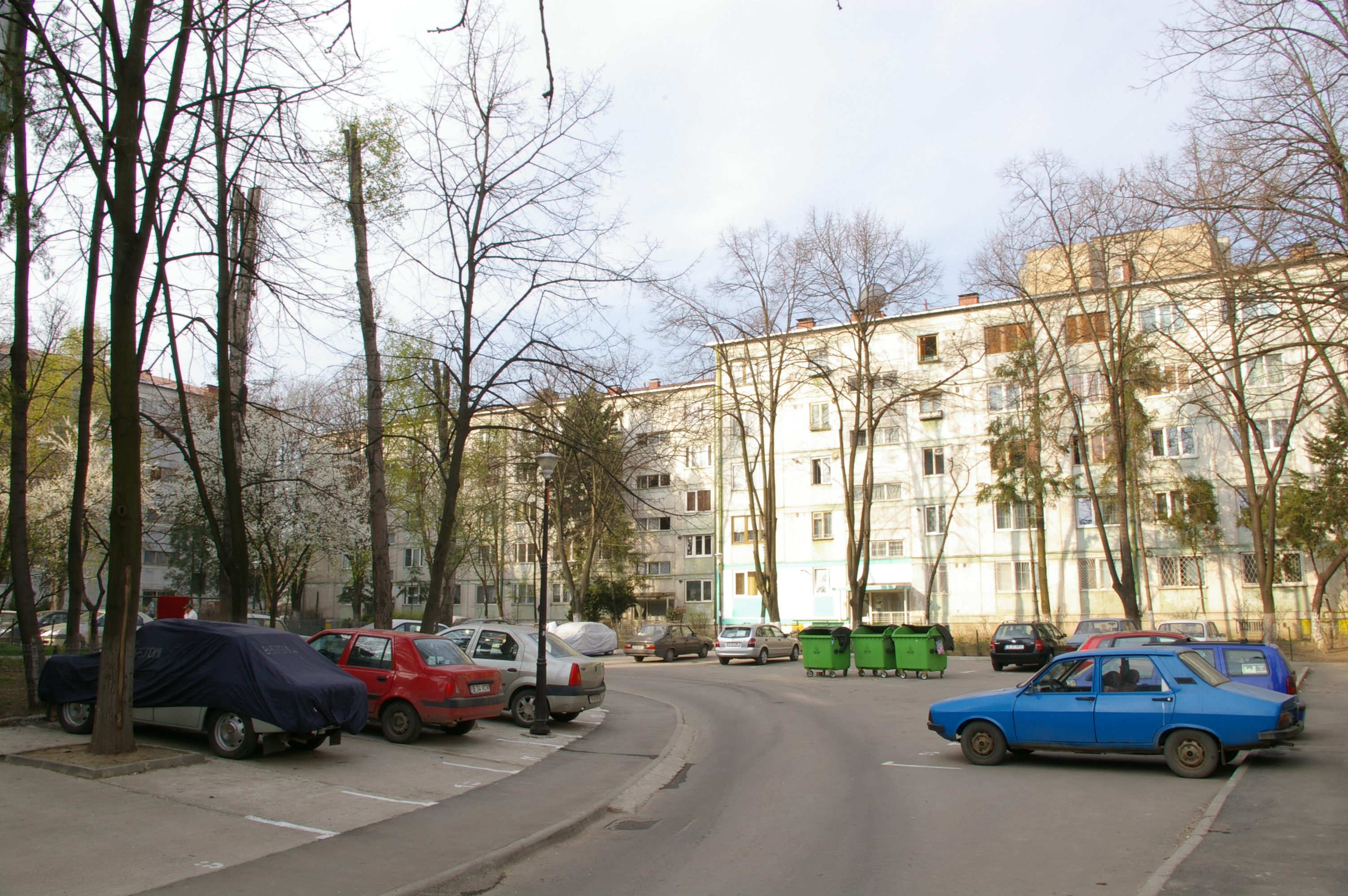
Clădiri în Bucureşti, Balta Albă - Martie 2007